# Chistikovia kermadecae
Chistikovia kermadecae is een Scaphopodasoort uit de familie van de Wemersoniellidae. De wetenschappelijke naam van de soort is voor het eerst geldig gepubliceerd in 1995 door Scarabino.